# Oulu Northern Lights 2024
Questa voce raccoglie le informazioni riguardanti gli Oulu Northern Lights nelle competizioni ufficiali della stagione 2024.

## Maschile

### I-divisioona 2024

#### Stagione regolare
| Tampere 8 giugno 2024, ore 18:00 1ª giornata | Tampere Saints | 76 – 20 (21-8 7-0 34-12 14-0) referto | Oulu Northern Lights | Pyynikin urheilukenttä |

| Oulu 15 giugno 2024, ore 18:00 2ª giornata | Oulu Northern Lights | 14 – 0 (0-0 7-0 0-0 7-0) referto | Pirkkala Spartans | Castrenin urheilukeskus |

| Helsinki 30 giugno 2024, ore 14:00 3ª giornata | East City Giants | 43 – 3 (14-0 13-0 6-3 7-0) referto | Oulu Northern Lights | Myllypuro nurmi 1 |

| Oulu 6 luglio 2024, ore 15:00 4ª giornata | Oulu Northern Lights | 12 – 70 (0-21 6-21 0-14 6-14) referto | Tampere Saints | Castrenin urheilukeskus |

| Pirkkala 20 luglio 2024, ore 16:00 5ª giornata | Pirkkala Spartans | 14 – 3 (0-0 6-0 0-0 8-3) referto | Oulu Northern Lights | Pirkkalan keskuskenttä |

| Oulu 27 luglio 2024, ore 15:00 6ª giornata | Oulu Northern Lights | 9 – 45 (0-14 7-14 2-14 0-3) referto | East City Giants | Castrenin urheilukeskus |

#### Playoff
| Tampere 3 agosto 2024, ore 18:30 Semifinale | Tampere Saints | 63 – 0 (7-0 28-0 21-0 7-0) referto | Oulu Northern Lights | Pyynikin urheilukenttä |

### Statistiche di squadra
| Competizione      | %Vittorie | In casa | In casa | In casa | In casa | In casa | In casa | In trasferta | In trasferta | In trasferta | In trasferta | In trasferta | In trasferta | Totale | Totale | Totale | Totale | Totale | Totale |
| Competizione      | %Vittorie | G       | V       | N       | P       | Pf      | Ps      | G            | V            | N            | P            | Pf           | Ps           | G      | V      | N      | P      | Pf     | Ps     |
| ----------------- | --------- | ------- | ------- | ------- | ------- | ------- | ------- | ------------ | ------------ | ------------ | ------------ | ------------ | ------------ | ------ | ------ | ------ | ------ | ------ | ------ |
| Stagione regolare | .167      | 3       | 1       | 0       | 2       | 35      | 115     | 3            | 0            | 0            | 3            | 26           | 133          | 6      | 1      | 0      | 5      | 61     | 248    |
| Playoff           | .000      | 0       | 0       | 0       | 0       | 0       | 0       | 1            | 0            | 0            | 1            | 0            | 63           | 1      | 0      | 0      | 1      | 0      | 63     |
| Totale            | .143      | 3       | 1       | 0       | 2       | 35      | 115     | 4            | 0            | 0            | 4            | 26           | 196          | 7      | 1      | 0      | 6      | 61     | 311    |

### Statistiche personali

#### Marcatori
| Giocatore    | Ruolo | TD rush | TD recv | TD int | TD p.ret | TD k.ret | TD oth | Xp1 | Xp2 | FG | Saf | Totale |
| ------------ | ----- | ------- | ------- | ------ | -------- | -------- | ------ | --- | --- | -- | --- | ------ |
| Pylväs       |       | 4       | 0       | 0      | 0        | 0        | 0      | 0   | 0   | 0  | 0   | 24     |
| Id           |       | 2       | 0       | 0      | 0        | 0        | 0      | 0   | 0   | 0  | 0   | 12     |
| Koivumäki    |       | 1       | 0       | 0      | 0        | 0        | 0      | 0   | 1   | 0  | 0   | 8      |
| Iso-Möttönen |       | 0       | 1       | 0      | 0        | 0        | 0      | 0   | 0   | 0  | 0   | 6      |
| Mansikkasalo |       | 0       | 0       | 0      | 0        | 0        | 0      | 3   | 0   | 1  | 0   | 6      |
| Tervaskanto  |       | 0       | 0       | 0      | 0        | 0        | 0      | 0   | 0   | 1  | 0   | 3      |
| Team         |       | 0       | 0       | 0      | 0        | 0        | 0      | 0   | 0   | 0  | 1   | 2      |

#### Passer rating
| Giocatore  | G   | Att   | Comp | Int | Yds    | TD  | NFL   | NCAA  |
| ---------- | --- | ----- | ---- | --- | ------ | --- | ----- | ----- |
| Al-Kubaisi | 2   | 33    | 12   | 1   | 206    | 0   | 45,77 | 82,74 |
| Id         | 5+1 | 68+23 | 14+5 | 2+1 | 180+27 | 0+0 | 25,85 | 33,39 |

## Femminile

### Naisten Vaahteraliiga 2024

#### Stagione regolare
| Tampere 4 maggio 2024, ore 13:00 1ª giornata | Tampere Saints | 58 – 13 (16-6 14-0 22-7 6-0) referto | Oulu Northern Lights | Pyynikin urheilukenttä |

| Oulu 1º giugno 2024, ore 13:00 3ª giornata | Oulu Northern Lights | 8 – 26 (0-8 8-6 0-0 0-12) referto | Helsinki Wolverines | Castrenin urheilukeskus |

| Turku 8 giugno 2024, ore 14:00 4ª giornata | Turku Trojans | 28 – 29 (14-7 0-7 7-7 7-8) referto | Oulu Northern Lights | Yläkenttä |

| Oulu 15 giugno 2024, ore 13:00 5ª giornata | Oulu Northern Lights | 48 – 27 (13-0 15-14 20-6 0-7) referto | Wasa Royals | Castrenin urheilukeskus |

| Oulu 29 giugno 2024, ore 13:00 6ª giornata | Oulu Northern Lights | 22 – 26 (6-6 8-6 8-6 0-8) referto | Tampere Saints | Castrenin urheilukeskus |

| Helsinki 14 luglio 2024, ore 14:00 8ª giornata | Helsinki Wolverines | 20 – 21 (d.t.s.) (14-7 0-0 0-7 0-0 6-7) referto | Oulu Northern Lights | Velodromo di Helsinki |

| Oulu 21 luglio 2024, ore 13:00 9ª giornata | Oulu Northern Lights | 0 – 33 (0-6 0-8 0-7 0-12) referto | Turku Trojans | Castrenin urheilukeskus |

| Vaasa 28 luglio 2024, ore 15:00 10ª giornata | Wasa Royals | 27 – 35 (6-8 8-7 7-6 6-14) referto | Oulu Northern Lights | Kaarlen kenttä |

#### Playoff
| Turku 3 agosto 2024, ore 14:00 Semifinale | Turku Trojans | 41 – 0 (7-0 21-0 6-0 7-0) referto | Oulu Northern Lights | Yläkenttä |

### Statistiche di squadra
| Competizione      | %Vittorie | In casa | In casa | In casa | In casa | In casa | In casa | In trasferta | In trasferta | In trasferta | In trasferta | In trasferta | In trasferta | Totale | Totale | Totale | Totale | Totale | Totale |
| Competizione      | %Vittorie | G       | V       | N       | P       | Pf      | Ps      | G            | V            | N            | P            | Pf           | Ps           | G      | V      | N      | P      | Pf     | Ps     |
| ----------------- | --------- | ------- | ------- | ------- | ------- | ------- | ------- | ------------ | ------------ | ------------ | ------------ | ------------ | ------------ | ------ | ------ | ------ | ------ | ------ | ------ |
| Stagione regolare | .500      | 4       | 1       | 0       | 3       | 78      | 112     | 4            | 3            | 0            | 1            | 98           | 133          | 8      | 4      | 0      | 4      | 176    | 245    |
| Playoff           | .000      | 0       | 0       | 0       | 0       | 0       | 0       | 1            | 0            | 0            | 1            | 0            | 41           | 1      | 0      | 0      | 1      | 0      | 41     |
| Totale            | .444      | 4       | 1       | 0       | 3       | 78      | 112     | 5            | 3            | 0            | 2            | 98           | 174          | 9      | 4      | 0      | 5      | 176    | 286    |

### Statistiche personali

#### Marcatrici
| Giocatore    | Ruolo | TD rush | TD recv | TD int | TD p.ret | TD k.ret | TD oth | Xp1 | Xp2 | FG | Saf | Totale |
| ------------ | ----- | ------- | ------- | ------ | -------- | -------- | ------ | --- | --- | -- | --- | ------ |
| N. Törmänen  |       | 12      | 0       | 0      | 0        | 0        | 0      | 0   | 1   | 0  | 0   | 74     |
| Yliuntinen   |       | 2       | 3       | 0      | 0        | 0        | 0      | 0   | 3   | 0  | 0   | 36     |
| Lepojärvi    |       | 5       | 0       | 0      | 0        | 0        | 0      | 0   | 1   | 0  | 0   | 32     |
| Kyröläinen   |       | 0       | 0       | 0      | 0        | 0        | 0      | 10  | 0   | 0  | 0   | 10     |
| Lasheras     |       | 0       | 1       | 0      | 0        | 0        | 0      | 0   | 0   | 0  | 0   | 6      |
| Raatikainen  |       | 0       | 1       | 0      | 0        | 0        | 0      | 0   | 0   | 0  | 0   | 6      |
| Salmikivi    |       | 0       | 0       | 0      | 0        | 0        | 1      | 0   | 0   | 0  | 0   | 6      |
| Saastamoinen |       | 0       | 0       | 0      | 0        | 0        | 0      | 4   | 0   | 0  | 0   | 4      |
| Pulakka      |       | 0       | 0       | 0      | 0        | 0        | 0      | 0   | 1   | 0  | 0   | 2      |

#### Passer rating
| Giocatore   | G   | Att  | Comp | Int | Yds   | TD  | NFL   | NCAA   |
| ----------- | --- | ---- | ---- | --- | ----- | --- | ----- | ------ |
| N. Törmänen | 8+1 | 50+2 | 18+0 | 1+0 | 255+0 | 5+0 | 75,40 | 103,70 |